# Rudnea-Talska, Ivankiv
Rudnea-Talska (în ucraineană Рудня-Тальська) este un sat în comuna Fenevîci din raionul Ivankiv, regiunea Kiev, Ucraina.

## Demografie
Componența lingvistică a localității Rudnea-Talska
     Ucraineană (96,86%)
     Rusă (2,75%)
     Alte limbi (0,39%)
Conform recensământului din 2001, majoritatea populației localității Rudnea-Talska era vorbitoare de ucraineană (96,86%), existând în minoritate și vorbitori de rusă (2,75%).